# Далево (Старгардський повіт)
Далево (пол. Dalewo, нім. Dahlow) — село в Польщі, у гміні Маряново Старгардського повіту Західнопоморського воєводства.
Населення — 321 особа (2011).
У 1975-1998 роках село належало до Щецинського воєводства.

## Демографія
Демографічна структура станом на 31 березня 2011 року:
|          | Загалом | Допрацездатний вік | Працездатний вік | Постпрацездатний вік |
| -------- | ------- | ------------------ | ---------------- | -------------------- |
| Чоловіки | 162     | 40                 | 114              | 8                    |
| Жінки    | 159     | 37                 | 95               | 27                   |
| Разом    | 321     | 77                 | 209              | 35                   |